# Nikołaj Firiubin

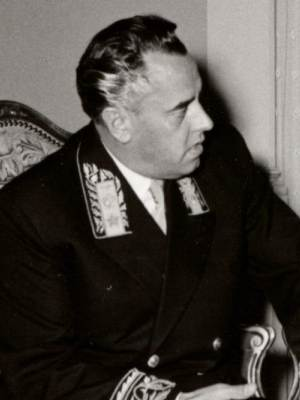

Nikołaj Pawłowicz Firiubin (ros. Никола́й Па́влович Фирю́бин, ur. 4 kwietnia 1908 w Symbirsku, zm. 12 lutego 1983 w Moskwie) – radziecki polityk, działacz partyjny, dyplomata.

## Życiorys
Od 1929 członek WKP(b), 1935 ukończył Moskiewski Instytut Lotniczy, 1935-1938 pracował w fabryce Renaulta we Francji, później był I sekretarzem Komitetu Miejskiego WKP(b) w Kuncewie (obecnie część Moskwy). 1940-1943 sekretarz Moskiewskiego Komitetu Obwodowego WKP(b), od 1943 do grudnia 1949 sekretarz Komitetu Miejskiego WKP(b) w Moskwie, 1950-1953 szef Zarządu Technicznego Komitetu Wykonawczego Moskiewskiej Rady Miejskiej, 1950-1953 zastępca przewodniczącego Komitetu Wykonawczego Moskiewskiej Rady Miejskiej. Od 1953 do 23 stycznia 1954 radca Ambasady ZSRR w Czechosłowacji, od 23 stycznia 1954 do 23 sierpnia 1955 ambasador nadzwyczajny i pełnomocny ZSRR w Czechosłowacji, od 23 sierpnia 1955 do 1 października 1957 ambasador nadzwyczajny i pełnomocny ZSRR w Jugosławii. Od 25 lutego 1956 do 29 marca 1966 zastępca członka KC KPZR, od października 1957 do śmierci wiceminister spraw zagranicznych ZSRR. Od 4 lutego 1960 do ponad 1978 był sekretarzem generalnym Układu Warszawskiego. Deputowany do Rady Najwyższej ZSRR 2 kadencji. Odznaczony trzema Orderami Lenina. Pochowany na Cmentarzu Nowodziewiczym.
Mąż Jekatieriny Furcewej.